# Grünhainichen
Grünhainichen är en kommun och ort i Landkreis Erzgebirgskreis i förbundslandet Sachsen i Tyskland. Kommunen har cirka 3 200 invånare.
Kommunen ingår i förvaltningsområdet Wildenstein tillsammans med kommunen Börnichen/Erzgeb..